# Ханавэйяха (приток Варыхадыты)
Ханавэйяха (устар. Хановей-Яха) — река в Ямальском районе Ямало-Ненецкого АО. Устье реки находится на 4-м км правого берега реки Варыхадыта. Длина реки 20 км.

## Данные водного реестра
По данным государственного водного реестра России относится к Нижнеобскому бассейновому округу, водохозяйственный участок реки — Обь от города Салехард и до устья, речной подбассейн реки — бассейны притоков Оби ниже впадения Северной Сосьвы. Речной бассейн реки — (Нижняя) Обь от впадения Иртыша.